# Gonioctena viminalis
Gonioctena viminalis är en skalbaggsart som först beskrevs av Carl von Linné 1758.  Gonioctena viminalis ingår i släktet Gonioctena, och familjen bladbaggar. Arten är reproducerande i Sverige.

## Bildgalleri

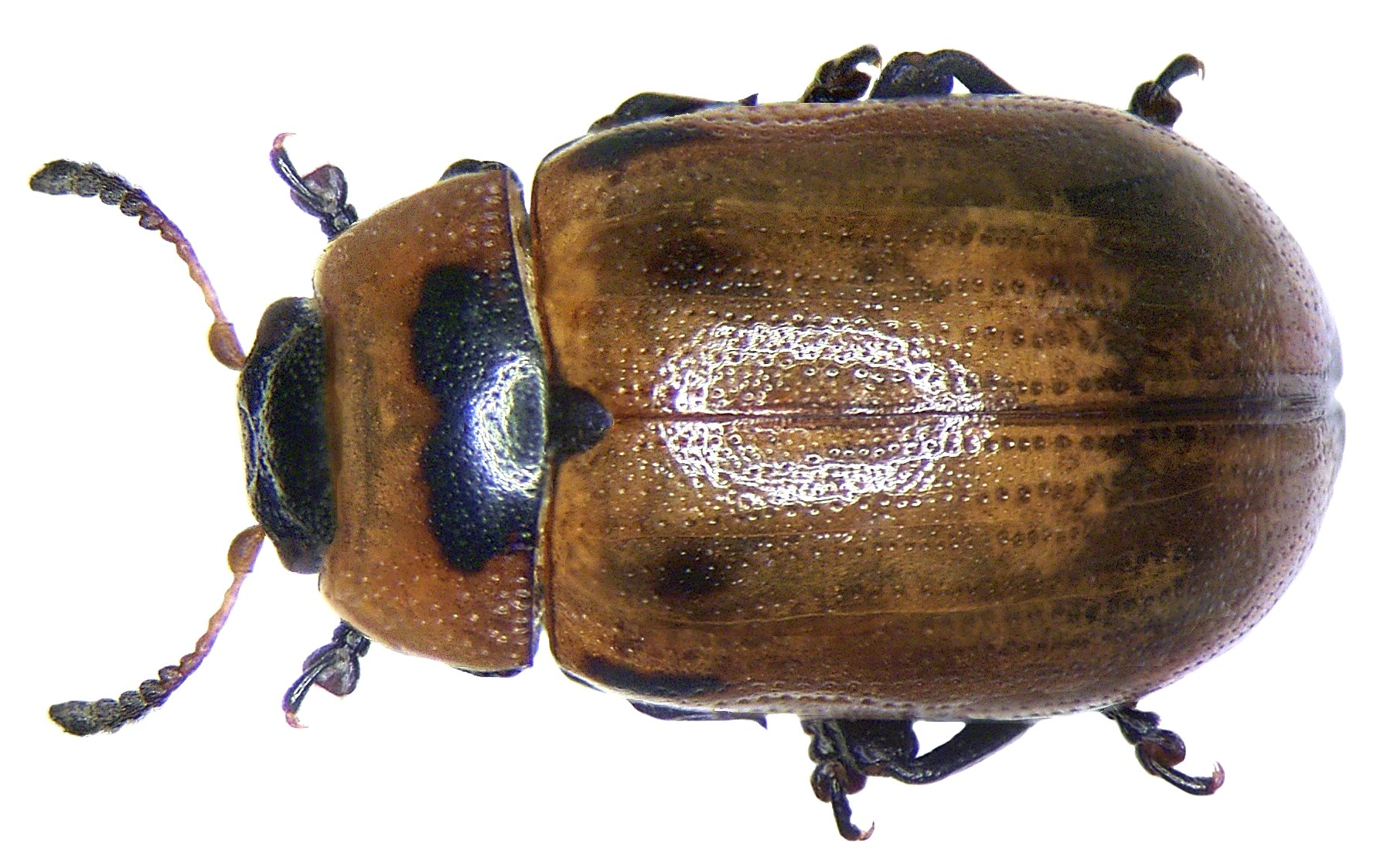
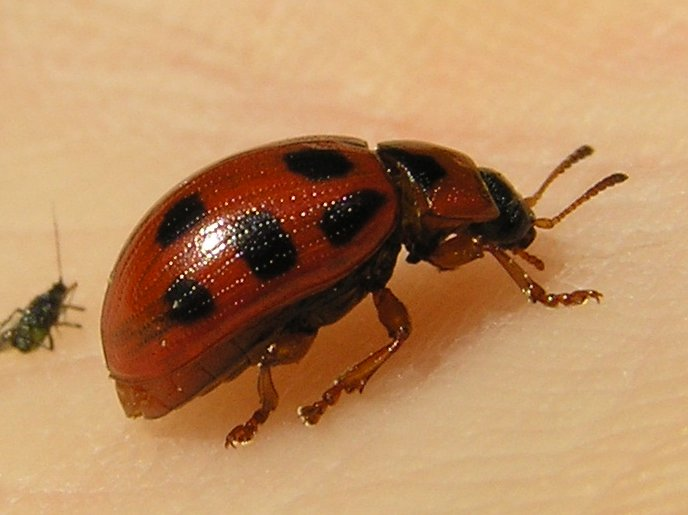
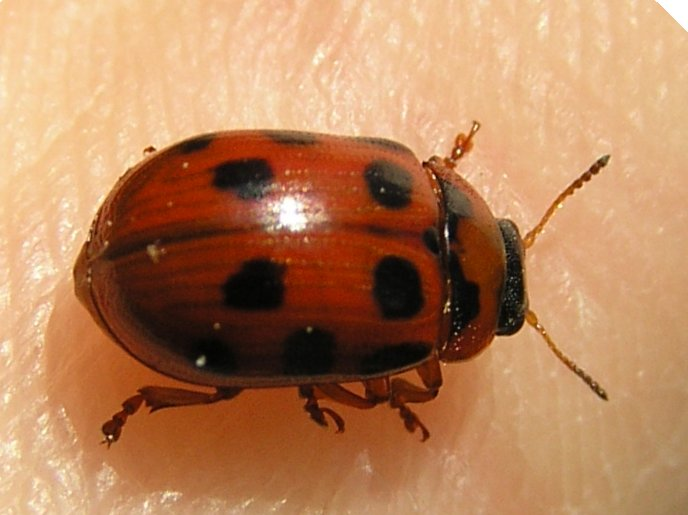